# ザ・ビートルズ・アンソロジー
ザ・ビートルズ・アンソロジー（The Beatles Anthology）は、ビートルズ解散後に制作されたアルバム、ドキュメンタリービデオ、ドキュメンタリーブックの3部構成の総称である。これらの制作プロジェクトを総括して「アンソロジー・プロジェクト」と呼び、これらの作品の総称は「アンソロジー3部作」とも呼ばれている。
1994年2月から1995年3月にかけて、ジェフ・リンをプロデューサーとして迎えた「ポール・マッカートニー、ジョージ・ハリスン、リンゴ・スターの3人は、「ザ・ビートルズ・アンソロジー」プロジェクトの一環として、レノンが生前に残したデモ・テープを基に新曲を制作し、この中から「フリー・アズ・ア・バード」と「リアル・ラヴ」の2曲を発売した。

## ドキュメンタリー・シリーズ
アメリカではABC放送で1995年11月19日から23日にかけて3回に分けて、イギリスではITVにて11月から6回に分けて放送された。日本では1995年12月31日18:00〜23:30(JST)、テレビ朝日系列を通じて放送された（『第46回NHK紅白歌合戦』の裏番組）。日本での放送にあたり、テレビ朝日は放映権を1億円で購入したとされ、目標視聴率を15%としていたが、結果は3.3%（ビデオリサーチ・関東地区調べ）であった。ダイジェストでありながらビデオ発売されたものとは違う映像素材が使われている箇所もある。また、放映国によって編集が違う。特にアメリカで放映されたものは莫大な金額に上った放映権のためCMを増やさなければならず、カットされたパートが非常に多い。また、本編とは別に「フリー・アズ・ア・バード」「リアル・ラヴ」のビデオ・クリップも放送された。
後に8巻セットのVHSとレーザーディスクが発売され、後にDVD化された。なお、DVD版は2in1の4巻にスペシャル・ボーナス・ディスクの5巻セットで発売された。
DVDはPCM2.0chの他、ドルビーデジタルとDTSの5.1chトラックも含まれる。音源は1999年発売の『イエロー・サブマリン 〜ソングトラック〜』を手がけたピーター・コビン主導により全曲リミックスが行われており、曲によっては大幅に定位が変わっている。
VHSとレーザーディスクには「フリー・アズ・ア・バード」のみ収録され、DVDに追加された「リアル・ラヴ」は再編集されたものだった。
映像作品
- ザ・ビートルズ : アンソロジー Vol.1&2
  - Vol. 1 ザ・ビートルズ誕生 1940.7 - 1963.3
  - Vol. 2 イギリスでの成功 1963.3 - 1964.2
- ザ・ビートルズ : アンソロジー Vol.3&4
  - Vol. 3 アメリカ上陸 1964.2 - 1964.7
  - Vol. 4 世界制覇へ 1964.8 - 1965.8
- ザ・ビートルズ : アンソロジー Vol.5&6
  - Vol. 5 栄光と狂乱 1965.8 - 1966.7
  - Vol. 6 レコーディング革命 1966.7 - 1967.6
- ザ・ビートルズ : アンソロジー Vol.7&8
  - Vol. 7 愛こそすべて 1967.6 - 1968.7
  - Vol. 8 ビートルズ解散 1968.7 - 解散
- ザ・ビートルズ・アンソロジー DVD BOX
上記の全巻と特典映像が収録されたボーナスディスクのボックスセット。DVD版はセット販売のみ。

## アルバム
ビートルズの楽曲のデモ音源や没となったミックスをはじめとするアウトテイクや未発表となっていたライブ音源の多くは、これまでに多数の業者によって制作された海賊盤として流通していた。横行する海賊盤の制作に対抗する形で、1985年にEMIはビートルズの未発表曲・未発表テイクを集めた『Sessions』というアルバムを発表することを計画していたが、ビートルズ側が拒否したことにより発売中止となった。
1995年11月20日に第1弾『ザ・ビートルズ・アンソロジー1』が発売された。同作には新曲「フリー・アズ・ア・バード」をオープニング・トラックに、ビートルズの前身となるクオリーメン時代の音源やデッカ・レコードのオーディション時の音源、スターの前任であるピート・ベストや元ベーシストのスチュアート・サトクリフが参加した楽曲やアウトテイク、初期4作のオリジナル・アルバムの頃のアウトテイクやデモ音源、1994年に発売された『ザ・ビートルズ・ライヴ!! アット・ザ・BBC』に未収録となった「レンド・ミー・ユア・コム」などが収録された。
1996年3月17日に第2弾『ザ・ビートルズ・アンソロジー2』が発売された。同作には新曲「リアル・ラヴ」をオープニング・トラックに、アルバム『ヘルプ!』『ラバー・ソウル』『リボルバー』『サージェント・ペパーズ・ロンリー・ハーツ・クラブ・バンド』『マジカル・ミステリー・ツアー』の頃のアウトテイクやデモ音源などが収録された。
1996年10月28日に第3弾『ザ・ビートルズ・アンソロジー3』が発売された。同作にはジョージ・マーティン作の「ア・ビギニング」をオープニング・トラックにアルバム『ザ・ビートルズ（ホワイト・アルバム）』『アビイ・ロード』『レット・イット・ビー』の頃のアウトテイクやデモ音源、ミックス違いの音源などが収録された。

### ジャケット/表紙
各作品共にジャケット/表紙はビートルズの写真や、アルバムジャケットの切れ端のコラージュを模した、1枚の横長の絵画になっている。アルバムの場合は全3作を横に並べると繋がるようになっている。制作はビートルズとも深い親交のあり『リボルバー』のジャケットアートも担当したクラウス・フォアマンによるものである。なお、CDのジャケットにはカットされてしまったが、ドキュメンタリーブックなどの表紙などで確認できるように、実際は背景の壁も広く描かれ、さらに絵画の下の方の背景も描かれている。
なお、このアートワークは、「フリー・アズ・ア・バード」のミュージック・ビデオに壁画として登場する。

### 配信限定アルバム『アンソロジー・ハイライト』
2011年6月14日に3部作をリマスタリングして配信されることに合わせて、iTunes Store限定で3部作すべてをコンパイルした『Anthology Box Set』と共に3部作から厳選された23曲を収録した『Anthology Highlight』（アンソロジー・ハイライト）の配信が開始された。本作は新曲として制作された「フリー・アズ・ア・バード」を先頭に、活動初期のライブセッションから活動末期のセッション音源が収録され、オープニング・トラックと同様に新曲として制作された「リアル・ラヴ」で終わるという構成になっている。
なお、邦題は発表されておらず、本記事で使用されている「アンソロジー・ハイライト」は仮称となる。
ビルボード誌が発表したTop Current Albumsチャートでは最高位184位を獲得した。

#### 収録曲
- 特記がない限り作詞作曲はレノン＝マッカートニー。
- 原題の表記はApple Musicでの表記に準拠[8]。

| #         | タイトル                                                                                        | 作詞・作曲                                                                          | 収録作品      | 時間  |
| --------- | ----------------------------------------------------------------------------------------------- | ----------------------------------------------------------------------------------- | ------------- | ----- |
| 1.        | 「フリー・アズ・ア・バード」(Free As A Bird)                                                    | ジョン・レノン ポール・マッカートニー ジョージ・ハリスン リチャード・スターキー     | アンソロジー1 | 4:25  |
| 2.        | 「ワン・アフター・909 (コンプリート)」(One After 909 (Complete) [Takes 4 & 5])                  |                                                                                     | アンソロジー1 | 2:55  |
| 3.        | 「ザット・ミーンズ・ア・ロット」(That Means A Lot (Take 1))                                     |                                                                                     | アンソロジー2 | 2:25  |
| 4.        | 「リーヴ・マイ・キトゥン・アローン」(Leave My Kitten Alone (Take 5))                            | リトル・ウィリー・ジョン タイタス・ターナー （ 英語版 ） ジェームズ・マクドゥーガル | アンソロジー1 | 2:55  |
| 5.        | 「イフ・ユーヴ・ガット・トラブル」(If You've Got Trouble)                                       |                                                                                     | アンソロジー2 | 2:47  |
| 6.        | 「キャント・バイ・ミー・ラヴ」(Can't Buy Me Love (Takes 1 & 2))                                 |                                                                                     | アンソロジー1 | 2:09  |
| 7.        | 「ミスター・ムーンライト」(Mr. Moonlight (Takes 1 & 2))                                         | ロイ・リー・ジョンソン                                                              | アンソロジー1 | 2:47  |
| 8.        | 「カンサス・シティ/ヘイ・ヘイ・ヘイ・ヘイ」(Kansas City/Hey, Hey, Hey, Hey (Take 2))            | ジェリー・リーバーとマイク・ストーラー/リチャード・ペニーマン                       | アンソロジー1 | 2:45  |
| 9.        | 「エイト・デイズ・ア・ウィーク (コンプリート)」(Eight Days A Week (Take 5))                     |                                                                                     | アンソロジー1 | 2:47  |
| 10.       | 「君はいずこへ」(I'm Looking Through You (Take 1))                                              |                                                                                     | アンソロジー2 | 2:53  |
| 11.       | 「イエスタデイ」(Yesterday (Take 1))                                                            |                                                                                     | アンソロジー2 | 2:33  |
| 12.       | 「トゥモロー・ネバー・ノウズ (テイク1)」(Tomorrow Never Knows (Mark 1, Take 1))                 |                                                                                     | アンソロジー2 | 3:13  |
| 13.       | 「ストロベリー・フィールズ・フォーエバー (テイク1)」(Strawberry Fields Forever (Take 1))        |                                                                                     | アンソロジー2 | 2:34  |
| 14.       | 「アクロス・ザ・ユニバース (テイク2)」(Across The Universe (Take 2))                            |                                                                                     | アンソロジー2 | 3:29  |
| 15.       | 「サムシング」(Something (Demo))                                                                | ジョージ・ハリスン                                                                  | アンソロジー3 | 3:18  |
| 16.       | 「ノット・ギルティ」(Not Guilty (Take 102))                                                     | ジョージ・ハリスン                                                                  | アンソロジー3 | 3:22  |
| 17.       | 「オクトパス・ガーデン」(Octopus's Garden (Takes 2 & 8))                                        | リチャード・スターキー                                                              | アンソロジー3 |       |
| 18.       | 「オール・シングス・マスト・パス」(All Things Must Pass (Demo))                                 | ジョージ・ハリスン                                                                  | アンソロジー3 | 3:04  |
| 19.       | 「カム・アンド・ゲット・イット」(Come And Get It (Demo))                                        | ポール・マッカートニー                                                              | アンソロジー3 | 2:30  |
| 20.       | 「グッド・ナイト」(Good Night (Rehearsal & Take 34))                                            |                                                                                     | アンソロジー3 | 2:37  |
| 21.       | 「ホワイル・マイ・ギター・ジェントリー・ウィープス」(While My Guitar Gently Weeps (Demo))       | ジョージ・ハリスン                                                                  | アンソロジー3 | 3:27  |
| 22.       | 「ザ・ロング・アンド・ワインディング・ロード」(The Long And Winding Road (Savile Row Sessions)) |                                                                                     | アンソロジー3 | 3:42  |
| 23.       | 「リアル・ラヴ」(Real Love)                                                                     | ジョン・レノン                                                                      | アンソロジー2 | 3:55  |
| 合計時間: | 合計時間:                                                                                       | 合計時間:                                                                           | 合計時間:     | 66:32 |

## 書籍
2000年10月5日にアンソロジー・プロジェクトの書籍版となる『THE BEATLESアンソロジー』（英語: The Beatles Anthology（ISBN 4845605228）が、13カ国語版ともに世界同時発売された。同作は唯一の公式な自伝といえる作品となっていて、各年代のメンバーの発言を中心に、貴重な未発表写真などを加え編集されている。無名時代から絶頂期、解散に至るまでの経緯がメンバー自身の言葉で語られている。日本語版の監修・翻訳はザ・ビートルズ・クラブ（BCC）が担当した。

## 未収録曲
アルバム『ザ・ビートルズ・アンソロジー』の3部作は、前述のとおりビートルズの楽曲のデモテイクや未発表のライブ音源をはじめとしたアウトテイクを中心とした作品となっているが、同3部作に未収録となった楽曲も存在する。
1967年に開催された芸術祭のために制作されたレノン＝マッカートニー作の実験音楽「Carnival Of Light」は、『ザ・ビートルズ・アンソロジー2』に収録されることが計画されていたが、ジョージ・ハリスンが拒否したことにより未収録となった。この音源は2020年4月時点でも、海賊盤も含めて発売されていない。
レノンが生前に残したデモ・テープは、新曲として発表された「フリー・アズ・ア・バード」と「リアル・ラヴ」の他に、「ナウ・アンド・ゼン」と「グロー・オールド・ウィズ・ミー」の2曲も存在しており、うち「ナウ・アンド・ゼン」は制作に着手されたが、デモ音源に入っていた雑音を完全に除去することができず、前2曲よりも多くの作業を必要とすることから未完成となった。また、1995年3月に『ザ・ビートルズ・アンソロジー3』に収録することを想定してマッカートニー、ハリスン、スターの3人で「All For Love」という楽曲の制作も行なわれたが、作業は中断され未発表となった。
その後「ナウ・アンド・ゼン」は技術進展により2023年になって完成し、同年11月2日に「ビートルズ最後の新曲」としてシングル盤が発売された。